# Roman Grudziński
Roman Grudziński (ur. 7 sierpnia 1961, zm. 8 lipca 1989 w Nowym Targu) – polski skoczek spadochronowy.

## Działalność sportowa
Działalność sportową Romana Grudzińskiego podano za: Jan Isielenis, Archiwum Sekcji Spadochronowej Aeroklubu Gliwickiego, s. 1.
Był członkiem i instruktorem sekcji spadochronowej Aeroklubu Gliwickiego, członkiem Spadochronowej Kadry Narodowej w dwuboju spadochronowym tj. celność lądowania i akrobacja indywidualna.
Pierwszy skok wykonał 1 września 1977 na spadochronie typu: DP-47. 15 maja 1978 uzyskał III klasę spadochronową, 11 sierpnia 1978 II klasę, a 18 kwietnia 1979 I klasę. Został członkiem Klubu Tysięczników Aeroklubu Gliwickiego, skupiającego skoczków mających na swoim koncie ponad 1000 skoków. Swój 1000 skok wykonał 31 sierpnia 1983. Wykonał 3139 skoków ze spadochronem, a w 1989 227. Skakał na kilkunastu typach spadochronów: PD-47, PTCH-7, PTCH-8, SW-5, UT-15, SW-11, ST-7, SW-12, RL-10, RL-12, L-1, PARA-FOIL, SD-W.
Pierwszy sukces sportowy odniósł podczas XVI Spadochronowych Mistrzostw Polski, gdzie zdobył tytuł Mistrza Polski w dwuboju spadochronowym. Odbywał wówczas służbę wojskową i występował w barwach WKS Śląsk. Startował w 50. zawodach i mistrzostwach m.in. w Bułgarii, NRD, CSRS, Węgrzech zdobywając 4 brązowe, 11 srebrnych i 10 złotych medali.
W 1982 po raz pierwszy został zakwalifikowany do Spadochronowej Kadry Narodowej.
W 1987 zdobył złotą odznakę spadochronową z trzema diamentami.
Zginął 8 lipca 1989 na zgrupowaniu Spadochronowej Kadry Narodowej w Nowym Targu podczas treningu w celności lądowania. Został pochowany 18 lipca 1989 na Cmentarzu Lipowym w Gliwicach.

### Osiągnięcia sportowe
Osiągnięcia sportowe w spadochroniarstwie Romana Grudzińskiego podano za: Jan Isielenis, Archiwum Sekcji Spadochronowej Aeroklubu Gliwickiego, s. 2.
- 1979 – Mistrzostwa Polski Juniorów – Łódź. Akrobacja indywidualna: III miejsce – Roman Grudziński[3].
- 1982 – 23–28 sierpnia XIX Spadochronowe Mistrzostwa Polski Juniorów – Zielona Góra. Konkurencja (celność lądowania): 36 pkt., (akrobacja): 100 pkt. Ogółem punktów: 136. VI miejsce – Roman Grudziński[8].
- 1983 – 12–22 maja VII Międzynarodowe Klubowe Zawody Spadochronowe Gliwice 1983 – Gliwice. Klasyfikacja (akrobacja zespołowa): III miejsce – Roman Grudziński, Marcin Wilk, Witold Lewandowski. Klasyfikacja (celność drużynowo): III miejsce – Roman Grudziński, Marcin Wilk, Witold Lewandowski. Klasyfikacja (celność indywidualna): V miejsce – Roman Grudziński. Klasyfikacja ogólna (drużynowo): IV miejsce – Roman Grudziński, Marcin Wilk, Witold Lewandowski[9].
- 1983 – 22–24 lipca Międzynarodowe Zawody Spadochronowe o Puchar Rybnickiego Okręgu Węglowego – Rybnik. Klasyfikacja (celność indywidualnie): XII miejsce Roman Grudziński. Klasyfikacja (celność drużynowo): V miejsce – Roman Grudziński, Marcin Wilk, Jan Isielenis, Witold Lewandowski[9].
- 1983 – 20–24 września XII Ogólnopolskie Zawody Spadochronowe im. Wiesława Szelca – Krosno. Klasyfikacja indywidualna: I miejsce – Roman Grudziński[9].
- 1983 – 21–24 października II Barbórkowe Zawody Spadochronowe – Katowice. Klasyfikacja indywidualna (celność): ? 0,54 m – Roman Grudziński. Klasyfikacja indywidualna (akrobacja): XI miejsce – Roman Grudziński. Klasyfikacja indywidualna (dwubój): XI miejsce – Roman Grudziński. Klasyfikacja drużynowa: V miejsce – celność, III miejsce – akrobacja, III miejsce – dwubój (Roman Grudziński, Andrzej Młyński, Jan Isielenis[9].
- 1984 – 21–29 lipca XXI Spadochronowe Mistrzostwa Polski Juniorów – Kielce. Klasyfikacja indywidualna mężczyzn: II miejsce – Roman Grudziński (WKS Śląsk)[10].
- 1985 – 28–31 maja XVI Spadochronowe Mistrzostwa Śląska 1985 – Gliwice. Klasyfikacja indywidualna (celność): XV miejsce – Roman Grudziński. Klasyfikacja (akrobacja): IV miejsce – Roman Grudziński. Klasyfikacja dwubój drużynowo: I miejsce – Roman Grudziński, Jan Isielenis, Jan Strzałkowski[11].
- 1985 – 2–6 września Zawody Spadochronowe o Puchar Rzeszowa – Rzeszów. Klasyfikacja indywidualna (celność): II miejsce – Roman Grudziński. Klasyfikacja indywidualna (akrobacja): II miejsce – Roman Grudziński. Klasyfikacja drużynowa – II miejsce – Aeroklub Gliwicki (Roman Grudziński, Jan Strzałkowski, Bogdan Bryzik[12].
- 1985 – Zawody Spadochronowe im. Wiesława Szelca – Krosno. Klasyfikacja indywidualna (celność): VI miejsce Roman Grudziński. Klasyfikacja drużynowa: I miejsce – Aeroklub Gliwicki (Roman Grudziński, Mariusz Bieniek, Jan Strzałkowski)[12].
- 1986 – 4–9 lutego IV Zawody Spadochronowe Para-Ski – Poprad (Czechosłowacja). Klasyfikacja indywidualna (zjazd): VI miejsce – Roman Grudziński. Klasyfikacja indywidualna (skoki): XXXVII miejsce – Roman Grudziński. Klasyfikacja drużynowa (sztafeta): X miejsce – Ekipa Aeroklubu Gliwickiego (Bogdan Bryzik, Jacek Gołębiewski, Roman Grudziński). Klasyfikacja indywidualna (ogólna): XVI miejsce – Roman Grudziński[13].
- 1986 – 14–17 maja I Zawody Spadochronowe Dowódcy Wojsk Lotniczych – Zielona Góra. Klasyfikacja indywidualna (skoki): XVIII miejsce – Roman Grudziński. Klasyfikacja indywidualna (pływanie): XXV miejsce – Roman Grudziński. Klasyfikacja indywidualna (strzelanie): XVI miejsce – Roman Grudziński. Klasyfikacja indywidualna (bieg): XIX miejsce – Roman Grudziński. Klasyfikacja indywidualna (ogólna): XVIII miejsce – Roman Grudziński. Klasyfikacja drużynowa: V miejsce – Jacek Gołębiewski, Roman Grudziński, Jan Strzałkowski[13].
- 1986 – Międzynarodowe Spadochronowe Mistrzostwa Zielonej Góry – Zielona Góra. Klasyfikacja indywidualna (akrobacja): II miejsce – Roman Grudziński. Klasyfikacja indywidualna (celność): VIII miejsce – Roman Grudziński. Klasyfikacja indywidualna (ogólna): V miejsce – Roman Grudziński. Klasyfikacja drużynowa: III miejsce – Jerzy Hercuń, Roman Grudziński, Marcin Wilk[13].
- 1986 – 8–16 sierpnia XXXIII Spadochronowe Mistrzostwa Polski Seniorów – Piotrków Trybunalski. Klasyfikacja indywidualna (celność): XXII miejsce – Roman Grudziński. Klasyfikacja indywidualna (akrobacja): XVIII miejsce – Roman Grudziński. Klasyfikacja indywidualna (dwubój): XXII miejsce – Roman Grudziński[14].
- 1986 – 8–13 września Międzynarodowe Zawody Spadochronowe o Puchar Tatr. Klasyfikacja indywidualna (celność): VI miejsce – Roman Grudziński. Klasyfikacja indywidualna (akrobacja): IV miejsce – Roman Grudziński. Klasyfikacja indywidualna (ogólna): IV miejsce – Roman Grudziński. Klasyfikacja drużynowa: VIII miejsce – Aeroklub Gliwicki (Piotr Dudziak, Roman Grudziński, Ryszard Łodzikowski)[14].
- 1986 – Międzynarodowe Zawody Spadochronowe – Budapeszt. W zawodach wzięli udział: Roman Grudziński, Jacek Gołębiewski[14].
- 1987 – 26–29 czerwca XVIII Spadochronowe Mistrzostwa Śląska 1987 – Gliwice. Klasyfikacja indywidualna (celność): IV miejsce – Roman Grudziński. Klasyfikacja indywidualna (akrobacja): I miejsce – Roman Grudziński. Klasyfikacja dwubój: I miejsce – Roman Grudziński. Klasyfikacja drużynowa (celność): II miejsce – Aeroklub Gliwicki II (Roman Grudziński, Piotr Dudziak, Marek Boryczka). Klasyfikacja drużynowa (akrobacja): I miejsce – Aeroklub Gliwicki II. Klasyfikacja drużynowa dwubój: I miejsce – Aeroklub Gliwicki II[15].
- 1987 – 10–16 sierpnia XXXI Spadochronowe Mistrzostwa Polski Seniorów – Katowice. Klasyfikacja indywidualna (celność): XVIII miejsce – Roman Grudziński. Klasyfikacja drużynowa (celność): X miejsce – Aeroklub Gliwicki (Bogdan Bryzik, Roman Grudziński). Klasyfikacja indywidualna (akrobacja): XIV miejsce Roman Grudziński. Klasyfikacja drużynowa (akrobacja): IX miejsce – Aeroklub Gliwicki (Bogdan Bryzik, Roman Grudziński). Klasyfikacja indywidualna ogólna: XIV miejsce – Roman Grudziński. Klasyfikacja ogólna (drużynowo): IX miejsce – Aeroklub Gliwicki[15].
- 1987 – 24–30 września Międzynarodowe Zawody o Puchar Tatr – Nowy Targ. W zawodach wzięli udział: Roman Grudziński, Bogdan Bryzik, Marcin Willner, Krzysztof Stawinoga[15].
- 1987 – wrzesień, Międzynarodowe Zawody Spadochronowe o Puchar Budapesztu – Budapeszt. W zawodach wzięli udział: Roman Grudziński, Piotr Dudziak[15].
- 1988 – VI Międzynarodowe Zawody Spadochronowe Aeroklubu Krakowskiego – Kraków. Klasyfikacja indywidualna (celność): II miejsce – Roman Grudziński. Klasyfikacja indywidualna (akrobacja): III miejsce – Roman Grudziński. Klasyfikacja ogólna: I miejsce – Roman Grudziński. Klasyfikacja drużynowa: IV miejsce – Aeroklub Gliwicki (Roman Grudziński, Jarosław Rubinkowski, Krzysztof Stawinoga)[16].
- 1988 – Międzynarodowe Zawody o Puchar Tatr – Nowy Targ. Klasyfikacja indywidualna (celność): IX miejsce – Roman Grudziński. Klasyfikacja indywidualna (akrobacja): II miejsce – Roman Grudziński. Klasyfikacja ogólna: V miejsce – Roman Grudziński[16].
- 1988 – Spadochronowe Mistrzostwa Polski Seniorów – Rybnik. Klasyfikacja indywidualna (celność): XLII miejsce – Roman Grudziński. Klasyfikacja indywidualna (akrobacja): XX miejsce – Roman Grudziński. Klasyfikacja ogólna: XXXIV miejsce – Roman Grudziński[16].
- 1988 – Barbórkowe Zawody Spadochronowe – Katowice. Klasyfikacja indywidualna (celność): II miejsce – Roman Grudziński. Klasyfikacja drużynowa: III miejsce – Aeroklub Gliwicki (Roman Grudziński, Jan Isielenis, Jarosław Rubinkowski)[16].
- 1988 – Członek Kadry Narodowej Roman Grudziński reprezentował Polskę podczas zawodów w NRD i mistrzostw państw socjalistycznych w Czechosłowacji[17].